# Saint-Béat-Lez
Saint-Béat-Lez é uma comuna francesa na região administrativa da Occitânia, no departamento do Alto Garona. Estende-se por uma área de 9.96 km², com 382 habitantes, segundo os censos de 2018, com uma densidade de 38 hab/km².
A comuna é resultado da fusão, em 1 de janeiro de 2019, das antigas comunas de Saint-Béat e Lez.